# Гойгингер, Томас
Томас Гойгингер (нем. Thomas Goiginger; родился 15 марта 1993 года в Линце, Австрия) — австрийский футболист, полузащитник клуба ЛАСК. Выступал в сборной Австрии.

## Клубная карьера

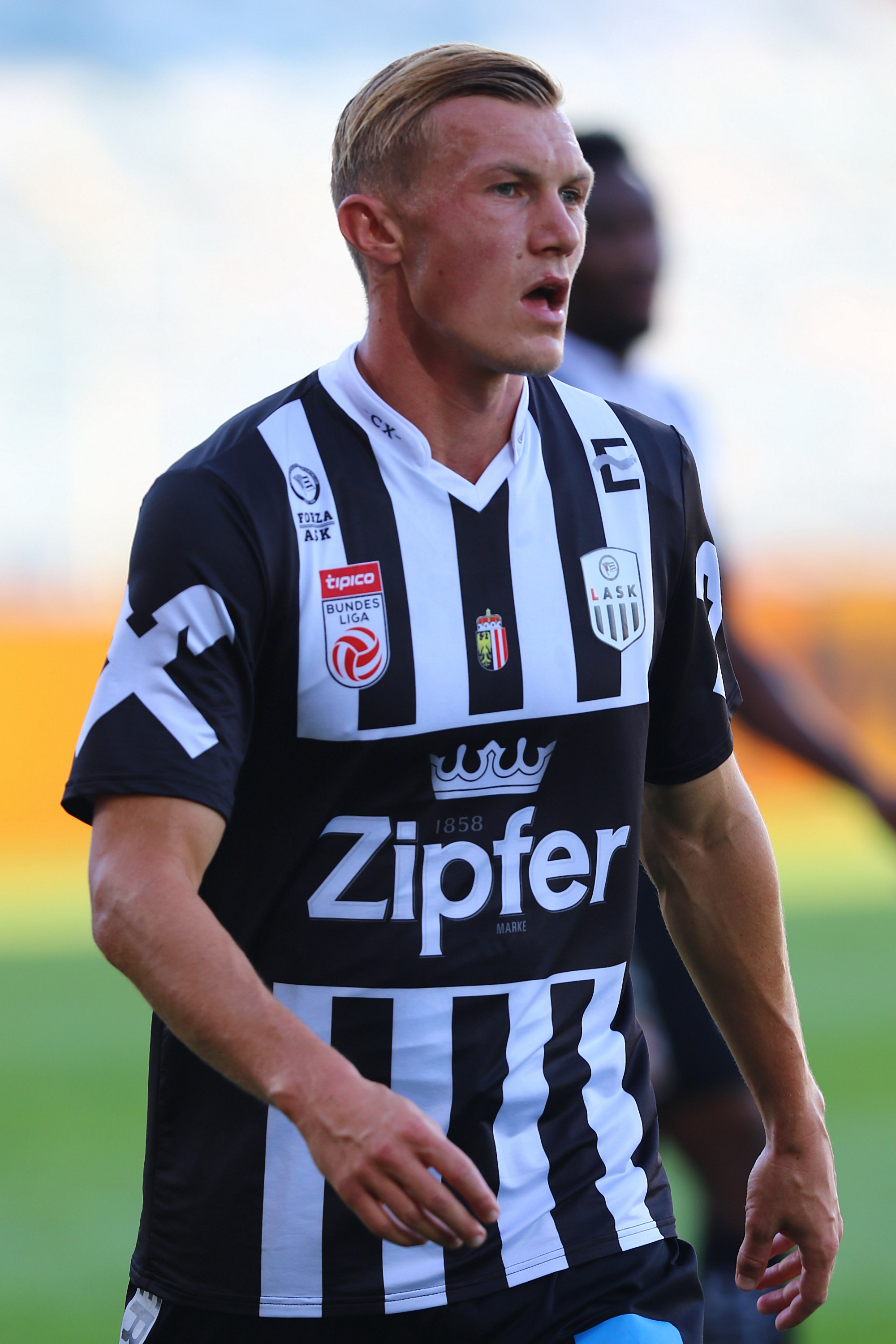
Гойгингер в составе клуба ЛАСК

Гойгингер начал профессиональную карьеру, выступая за клубы «Унион Фёкламаркт» и «Ноймаркт». В 2014 году Томас подписал контракт с клубом «Грёдиг». 17 сентября в матче против «Альтаха» он дебютировал в австрийской Бундеслиге за основной состав. В поединке против «Винер-Нойштадт» Томас забил свой первый гол за «Грёдиг». 
Летом 2016 года Гойгингер перешёл в «Блау-Вайсс Линц». 22 июля в матче против «Ваттенса» он дебютировал во Второй лиге. 12 августа в матче против «Хорна» Томас забил свой первый гол за «Блау-Вайсс Линц».
Летом 2017 года Гойгингер подписал контракт с клубом ЛАСК. 22 июля в матче против «Адмира Ваккер Мёдлинг» он дебютировал за новую команду. В поединке против «Маттерсбурга» Томас забил свой первый гол за ЛАСК. 28 ноября 2019 года в матче Лиги Европы против норвежского «Русенборга» он отметился забитым голом. 

## Международная карьера
19 ноября 2019 года в отборочном матче чемпионата Европы 2020 против сборной Латвии Гойгингер дебютировал за сборную Австрии.